# Alan Spencer-Churchill
Alan Spencer-Churchill (25 juillet 1825 - 19 avril 1873) est un officier dans l'armée britannique, le lieutenant adjoint d'Oxfordshire, lieutenant dans l'Oxfordshire Yeomanry et un homme d' affaires. C'est un grand-oncle de Winston Churchill. 

## Famille
Alan Spencer-Churchill est né à Garboldisham, Norfolk, le troisième fils de George Spencer-Churchill (6e duc de Marlborough) et de sa première épouse, Jane Stewart, fille de George Stewart (8e comte de Galloway). Après le Collège d'Eton il sert comme officier dans le régiment de cavalerie des 8th (King's Royal Irish) Hussars, devenant lieutenant en 1844. 
En 1843, il est témoin lors du mariage de son frère aîné, John, alors 7e marquis de Blandford, avec Frances Vane, les futurs grands-parents du premier ministre, Winston Churchill. 
Alors qu'il est stationné à York avec son régiment en 1846, il rencontre et épouse Rosalind Dowker (parfois appelée «Rosamond»), fille de Thomas Dowker de Huntington, York. Ils n'ont aucun enfant survivant. 

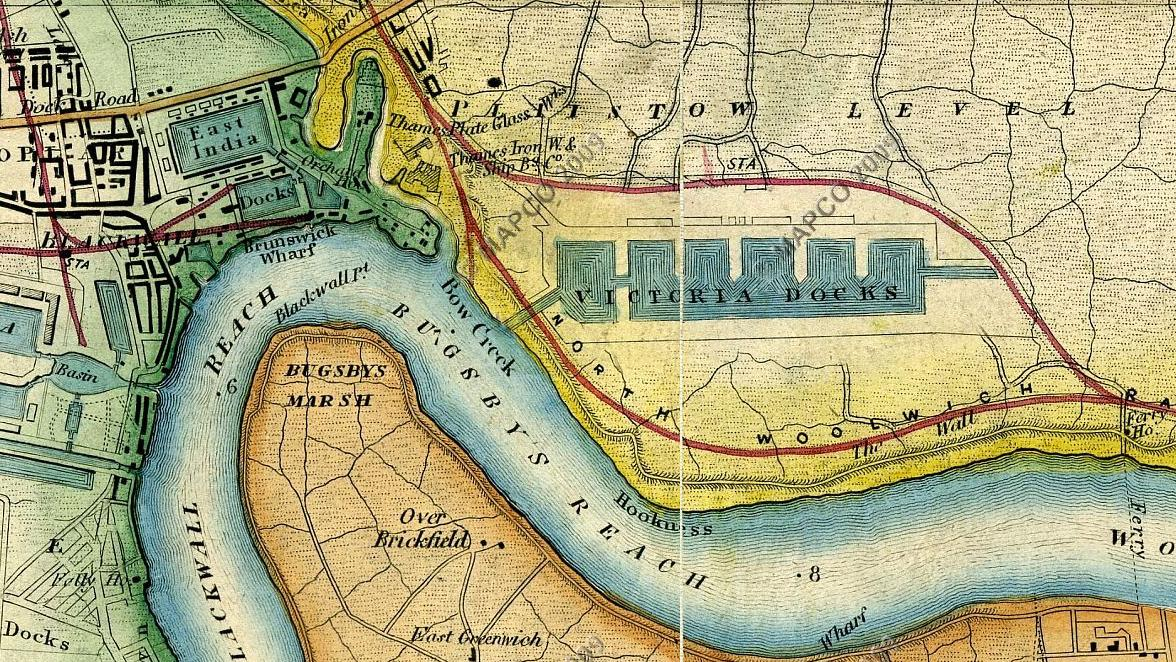
Victoria Docks 1872, montrant la Thames Ironworks

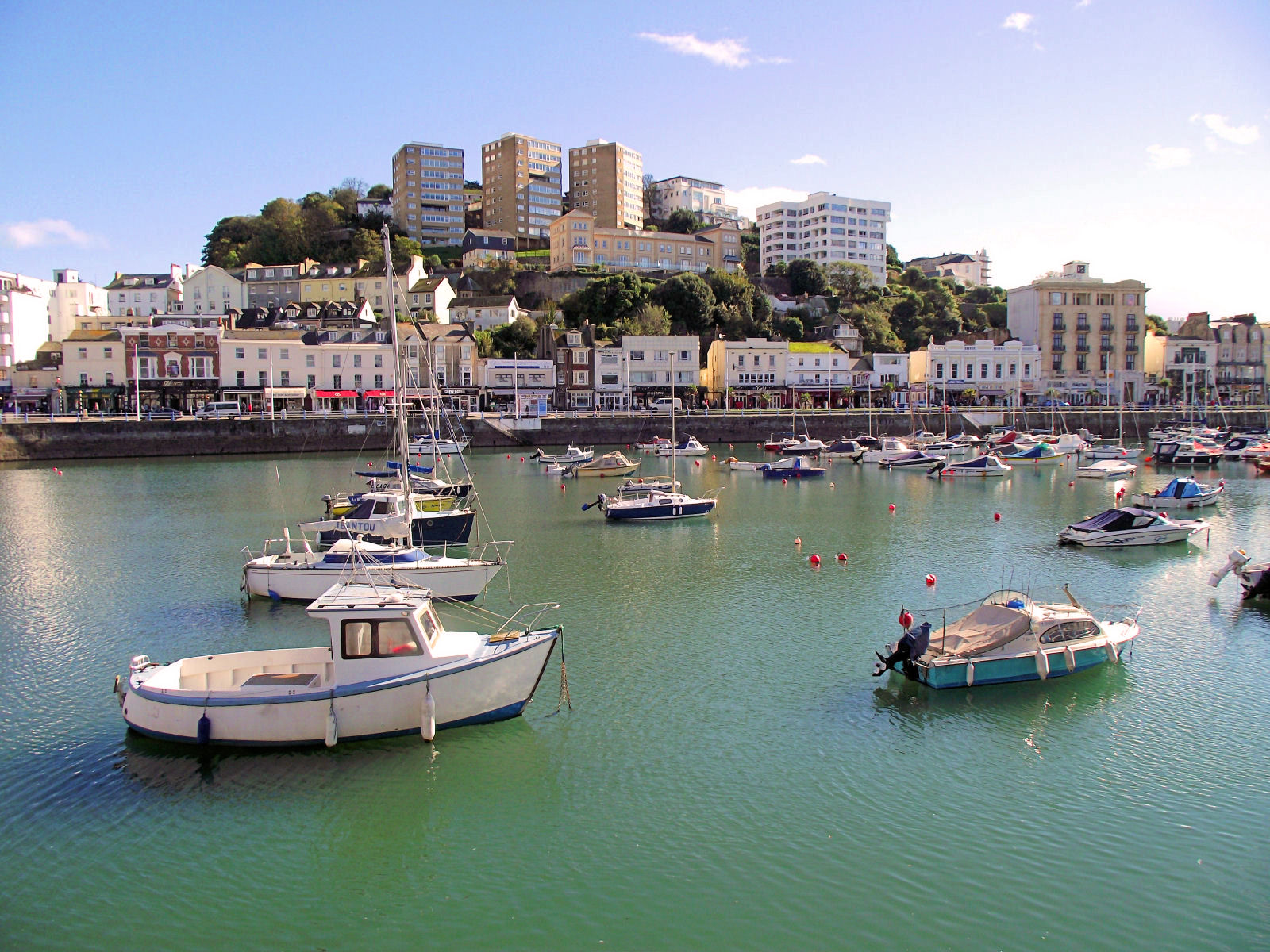
Port de Torquay avec l'Imperial Hotel sur la colline

## Carrière
Contrairement à ses deux frères aînés, en quittant l'armée, Lord Alan évite une carrière politique et choisit à la place, exceptionnellement pour les gens de sa classe, de se lancer dans les affaires. Son association avec Peter Rolt (1798-1882), marchand et député conservateur de Greenwich, le conduit à s'impliquer dans le commerce international et occupe plusieurs postes d'administrateur d'entreprises, dans les secteurs alors en plein essor du transport maritime et du tourisme. Il se lance dans l'importation de viande de bœuf d'Argentine ainsi que dans la construction navale à la Thames Ironworks and Shipbuilding Company, et l'établissement de réseaux de transport de marchandises, par exemple, par l'intermédiaire de la British and South American Steam Navigation Company. Il est entré dans le tourisme avec le nouvel hôtel impérial de Torquay , . 
Comme c'est le cas pour les gens de sa classe à l'époque, il partage sa vie entre les affaires et les clubs de Londres et les activités d'un écuyer de campagne. En août 1852, il est nommé lieutenant adjoint du comté d'Oxfordshire, lieu du siège de la famille au palais de Blenheim, qui passe à son frère aîné, John Spencer-Churchill (7e duc de Marlborough),. Alan Spencer-Churchill est pendant de nombreuses années le patron de la Chelsea Relief Society, fondée en 1861. 
Il est décédé subitement à son domicile de Lowndes Square, à Londres, à l'âge de 47 ans, et est enterré au cimetière de Brompton . 